# Do I Have to Say the Words?
Do I Have to Say the Words? è una canzone di Bryan Adams, estratta come quinto singolo dall'album Waking Up the Neighbours nel 1992.
La canzone è stata scritta da Bryan Adams, Robert John "Mutt" Lange e Jim Vallance. Il singolo si piazzò al secondo posto in Canada e raggiunse la posizione numero 11 della Billboard Hot 100 negli Stati Uniti, restando in classifica per venti settimane. Raggiunse inoltre il secondo posto della Mainstream Top 40.

## Video musicale
Il video è stato diretto da Anton Corbijn e girato principalmente a Istanbul, in Turchia, il 28 luglio 1992. Il video cattura il primo concerto in uno stadio all'aperto nella storia di Istanbul, davanti a più di 20.000 spettatori allo Stadio BJK İnönü. Parte del video, in cui si vede una donna, è stata filmata in Islanda.

## Tracce
1. Do I Have to Say the Words?
2. Summer of '69 (live)
3. Kids Wanna Rock (live)
4. Can't Stop This Thing We Started (live)

Tracce 3-4: Registrate dalla BBC dal vivo a Glasgow, Scozia.

## Posizioni in classifica
| Classifica (1992/1993)                      | Posizione |
| ------------------------------------------- | --------- |
| Australia (ARIA Singles Chart)              | 61        |
| Belgio (Fiandre)                            | 30        |
| Canada (Billboard Canadian Singles Chart)   | 2         |
| Germania (Media Control Charts)             | 75        |
| Paesi Bassi (Dutch Top 40)                  | 34        |
| Regno Unito (Official Singles Chart)        | 30        |
| Stati Uniti (Billboard Hot 100)             | 11        |
| Stati Uniti (Hot Adult Contemporary Tracks) | 5         |
| Stati Uniti (Mainstream Rock Songs)         | 3         |